# Feria gastronómica

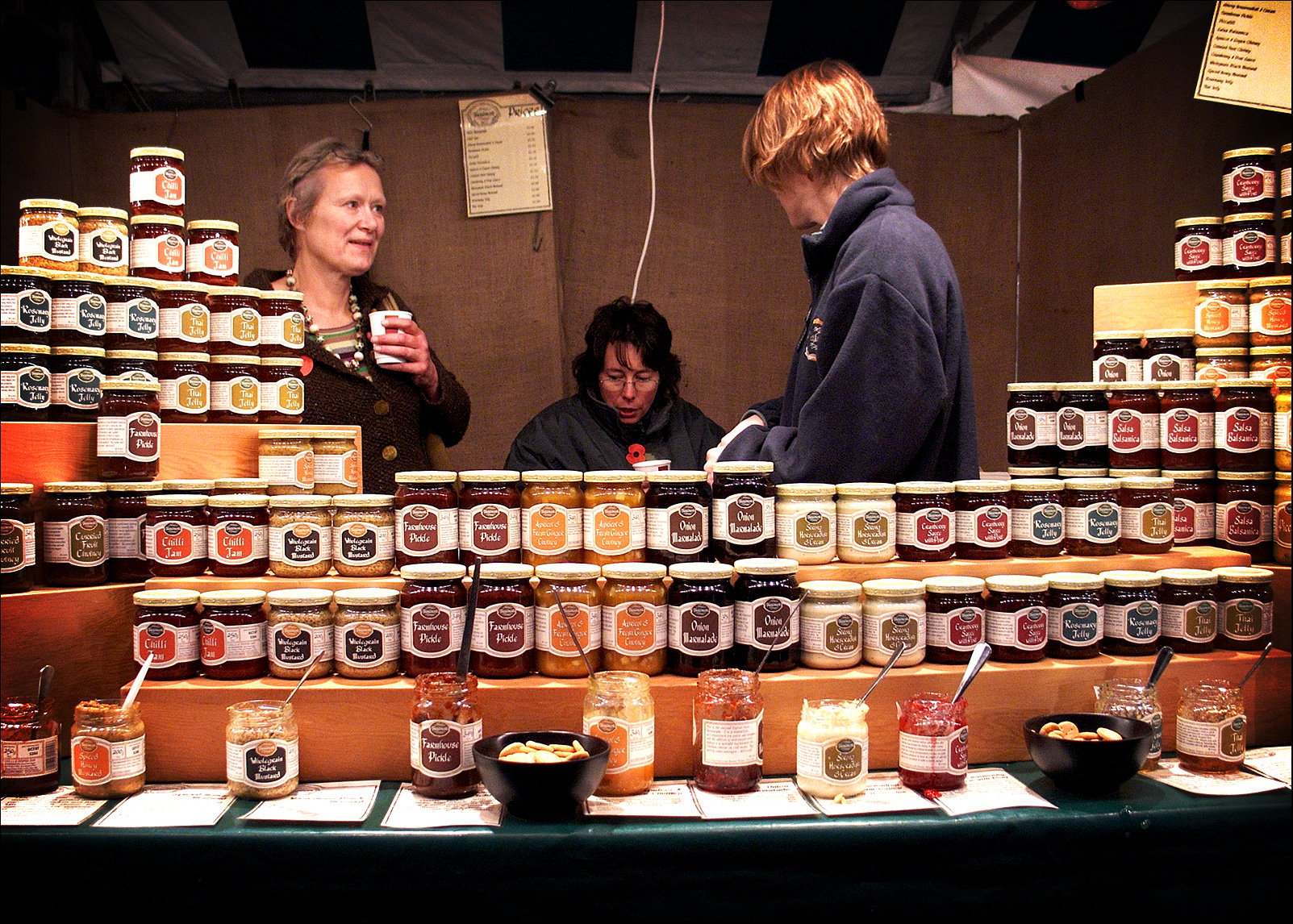
Un «puesto» o «tenderete» de salsas en una feria gastronómica de Londres.

Una fiesta, feria o festival gastronómico o de comida es un evento de ocio cuyo tema central son los alimentos y/o bebidas, bien sea sobre una técnica culinaria o producto en particular o sobre la gastronomía de una región, una denominación de origen, entre otros. Tradicionalmente, estos festivales fueron y son un medio para unir a las comunidades mediante la celebración y el agradecimiento por las buenas temporadas de cosecha. En la actualidad, la función de las ferias gastronómicas se ha diversificado; visibilizar una gastronomía tradicional, como es en el caso de las ferias gastronómicas étnicas, reivindicar la dieta sana y/o la agricultura orgánica, como es en el caso de las ferias gastronómicas ecológicas, o la promoción turística, la cual tiene una motivación principalmente económica.

## Historia
Los festivales de comida a menudo están relacionados con la gastronomía de un lugar específico. Los festivales gastronómicos se consideran agentes fortalecedores del patrimonio cultural local, y al mismo tiempo celebran esta cultura y la convierten en un producto para una audiencia nacional o internacional más amplia. Si bien históricamente se alinean con períodos de cosecha de alimentos culturalmente significativos, los festivales de comida contemporáneos generalmente se asocian con entidades comerciales u organizaciones sin fines de lucro y se dedican a una gran cantidad de marketing para sus festivales, ya que su éxito se mide por la cantidad de ingresos que generan para la comunidad local, región o entidad que organiza el evento. Los festivales gastronómicos modernos también son una gran parte de la industria del turismo gastronómico, que utiliza festivales gastronómicos y cocina regional para apoyar a la industria turística más amplia de una localidad en particular.

## Turismo gastronómico
Los festivales gastronómicos se están convirtiendo rápidamente en parte de una vasta industria del turismo alimentario. El turismo alimentario en sí se ha convertido en una parte importante de la industria del turismo en todo el mundo, y la presencia de festivales gastronómicos ha demostrado apoyar el desarrollo de la industria local. Los festivales de comida son una parte importante de la marca de destino para muchas regiones, creando una razón basada en eventos para que las personas visiten localidades poco atractivas y promuevan productos y servicios locales fuera de un entorno de productos urbanos. Varios estudios de caso han demostrado que los festivales de comida pueden mejorar potencialmente la sostenibilidad social al tiempo que respaldan en gran medida las industrias del turismo y la hostelería. El turismo gastronómico también es una razón importante por la cual las personas asisten a festivales gastronómicos en todo el mundo. Los estudios han demostrado que las personas que practican este tipo de turismo son más probables de asistir a otros festivales de comida en el futuro, lo cual supone un beneficio a la comunidad.

## Galería

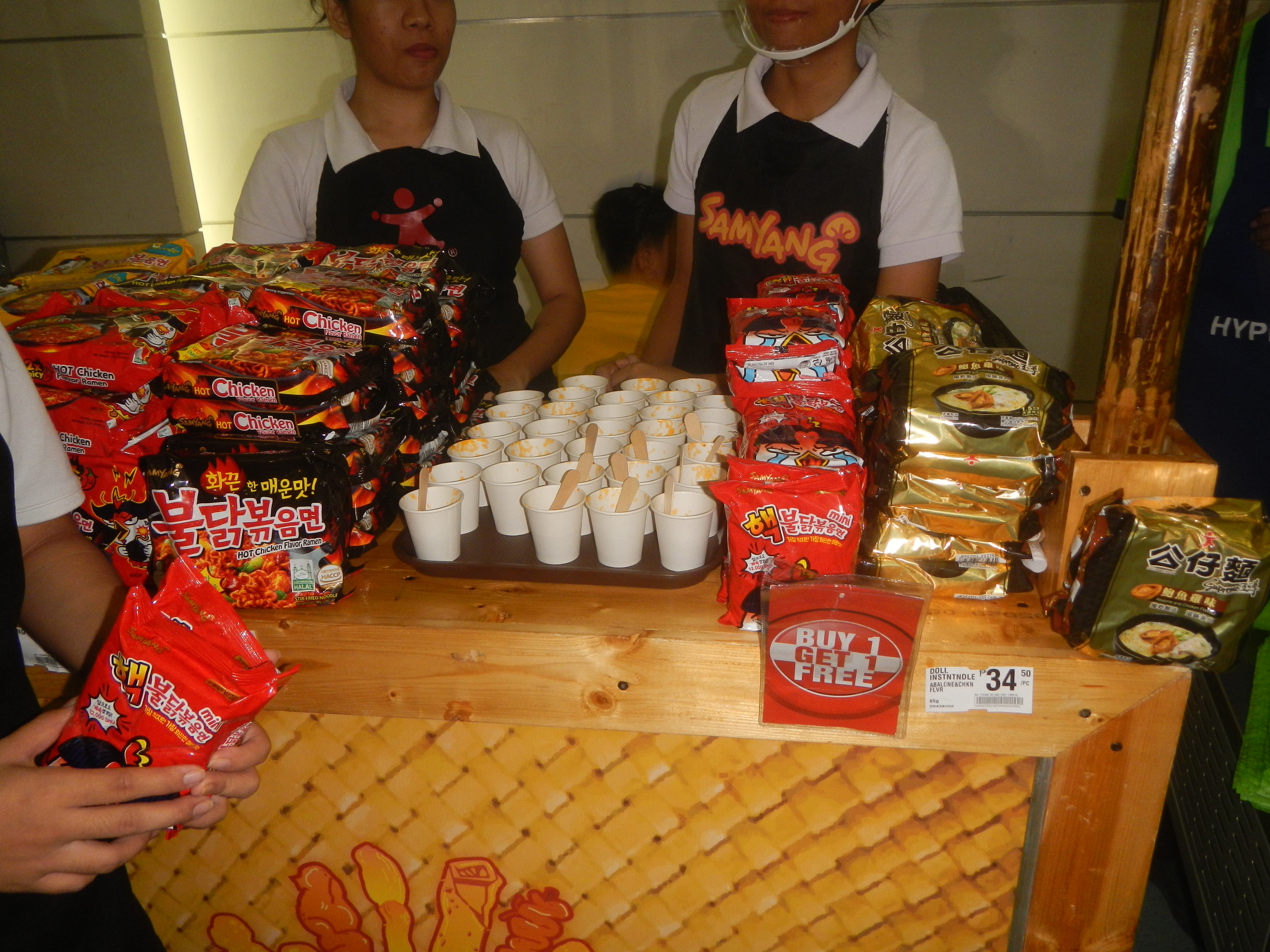
SM Hypermarket Street Food Festival en Balíuag, Filipinas
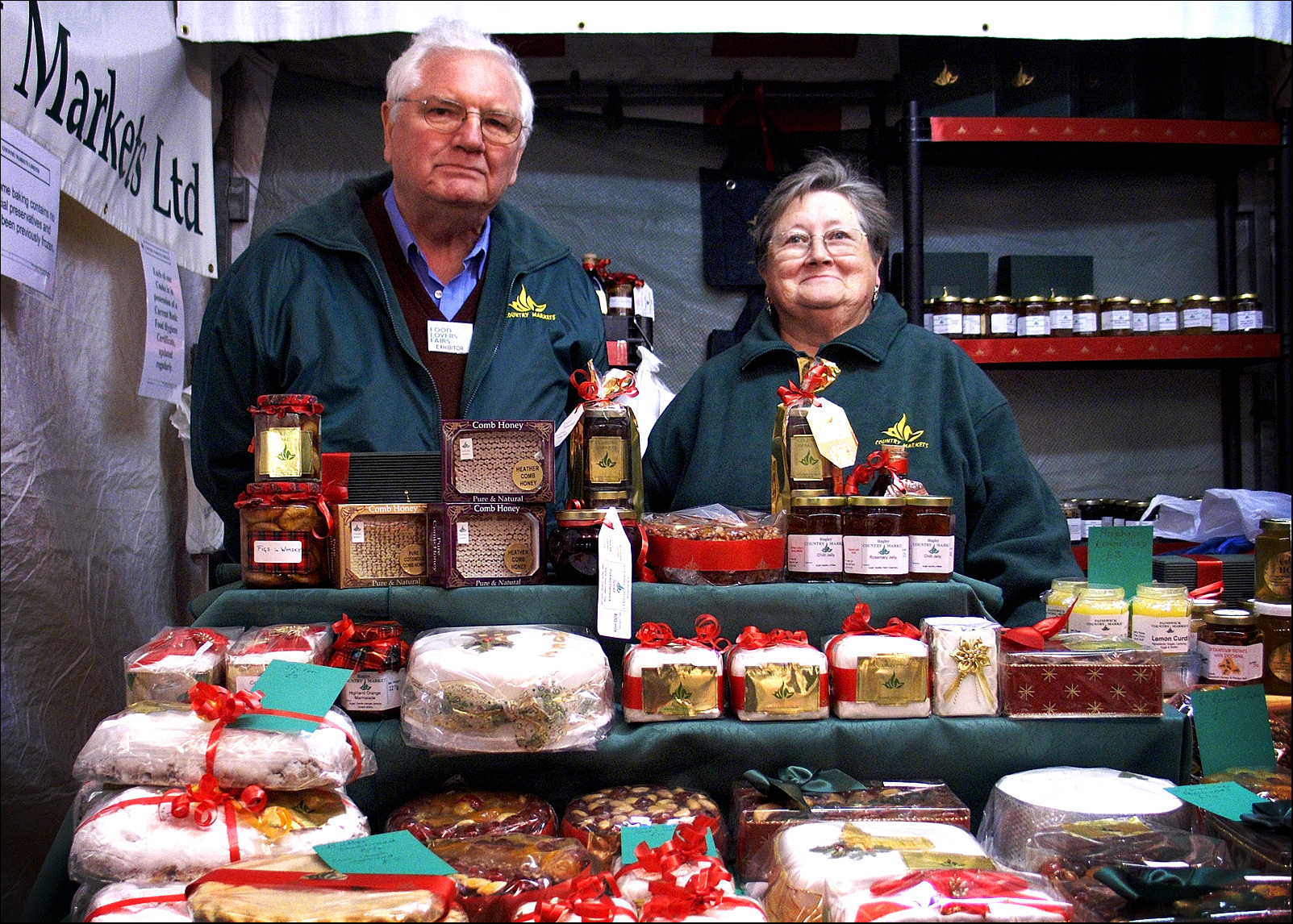
Feria de dulces y repostería artesanal en Londres, Reino Unido
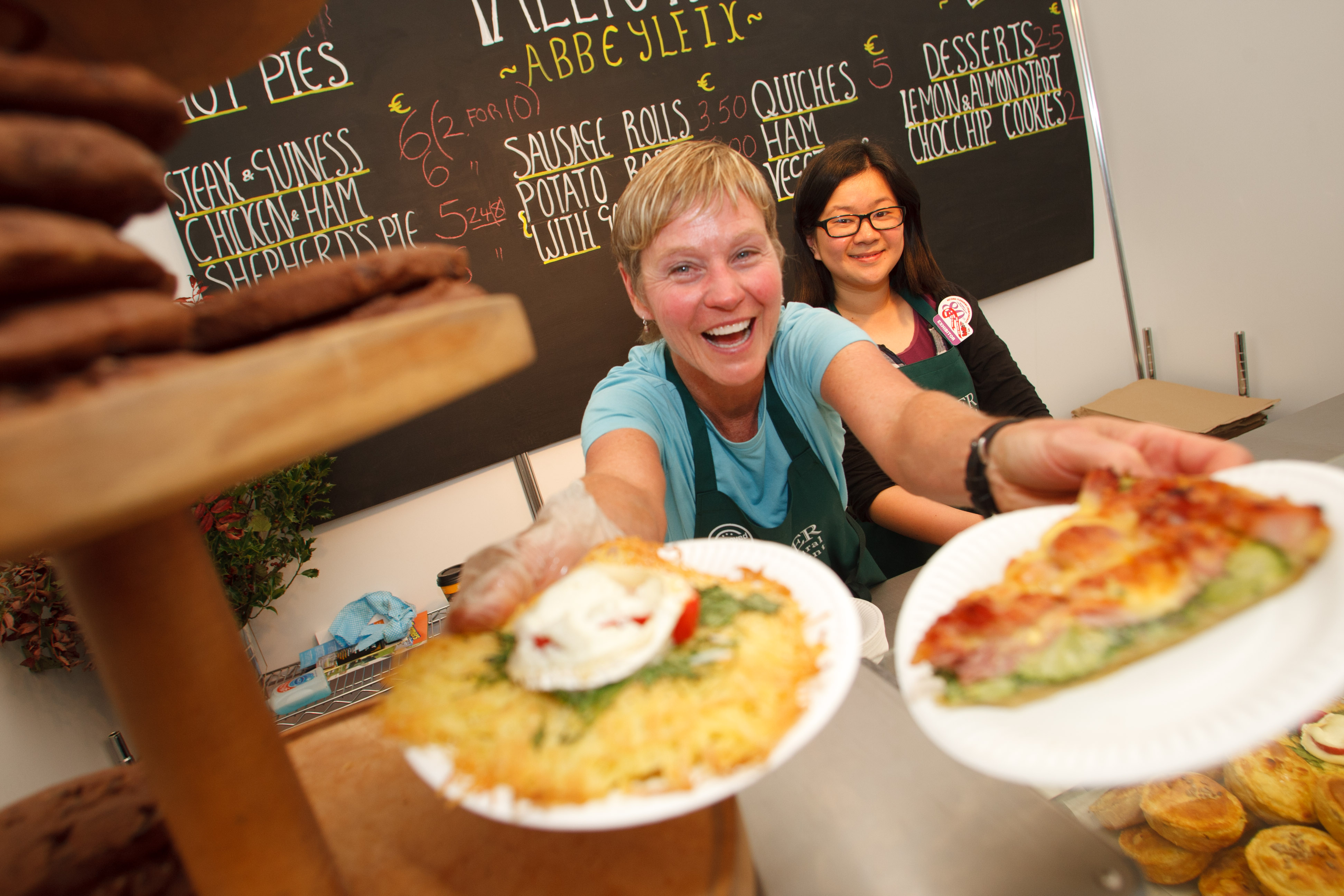
Feria gastronómica en Irlanda
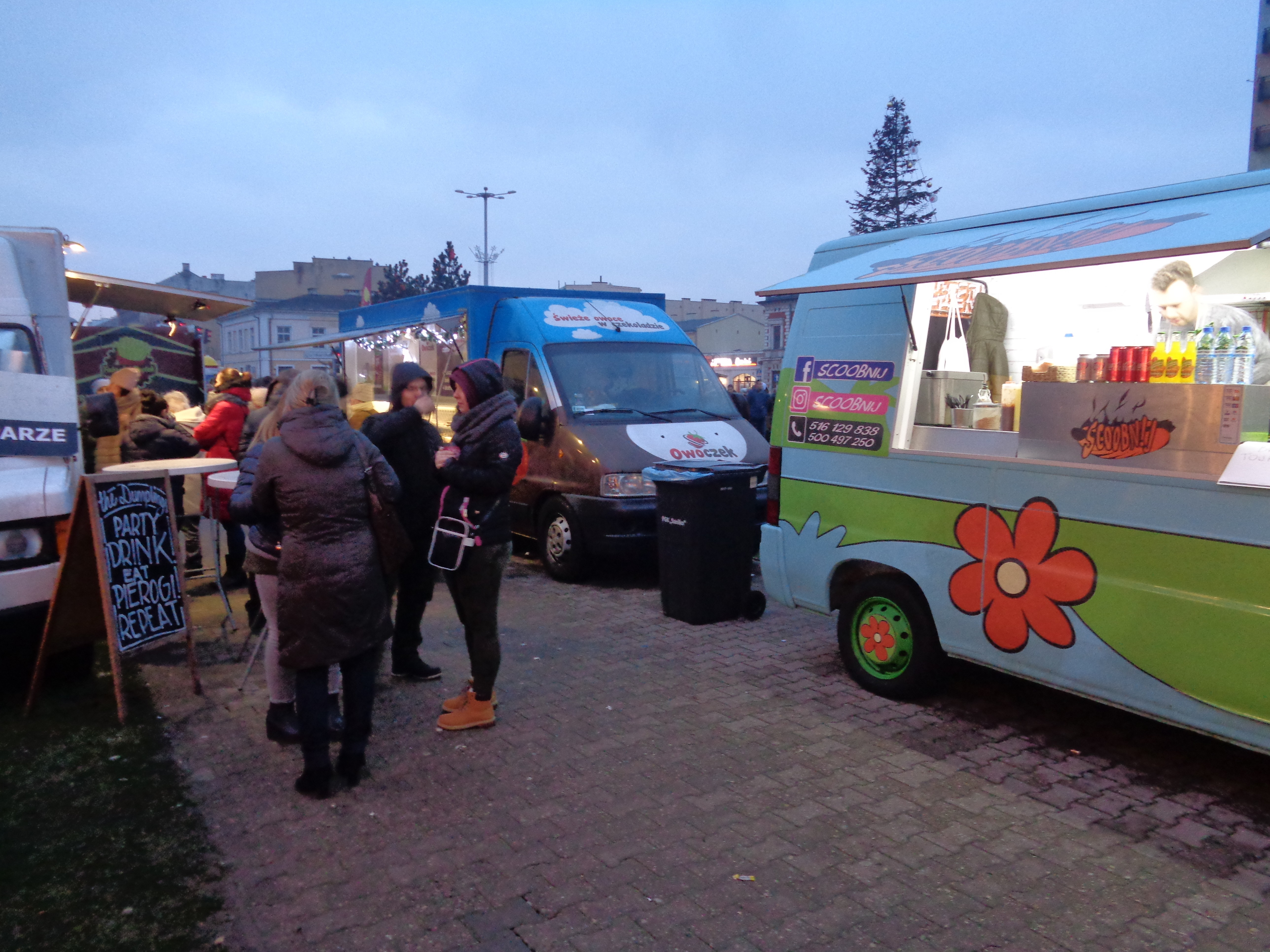
Gastronetas en una feria gastronómica navideña Włocławek, Polonia.
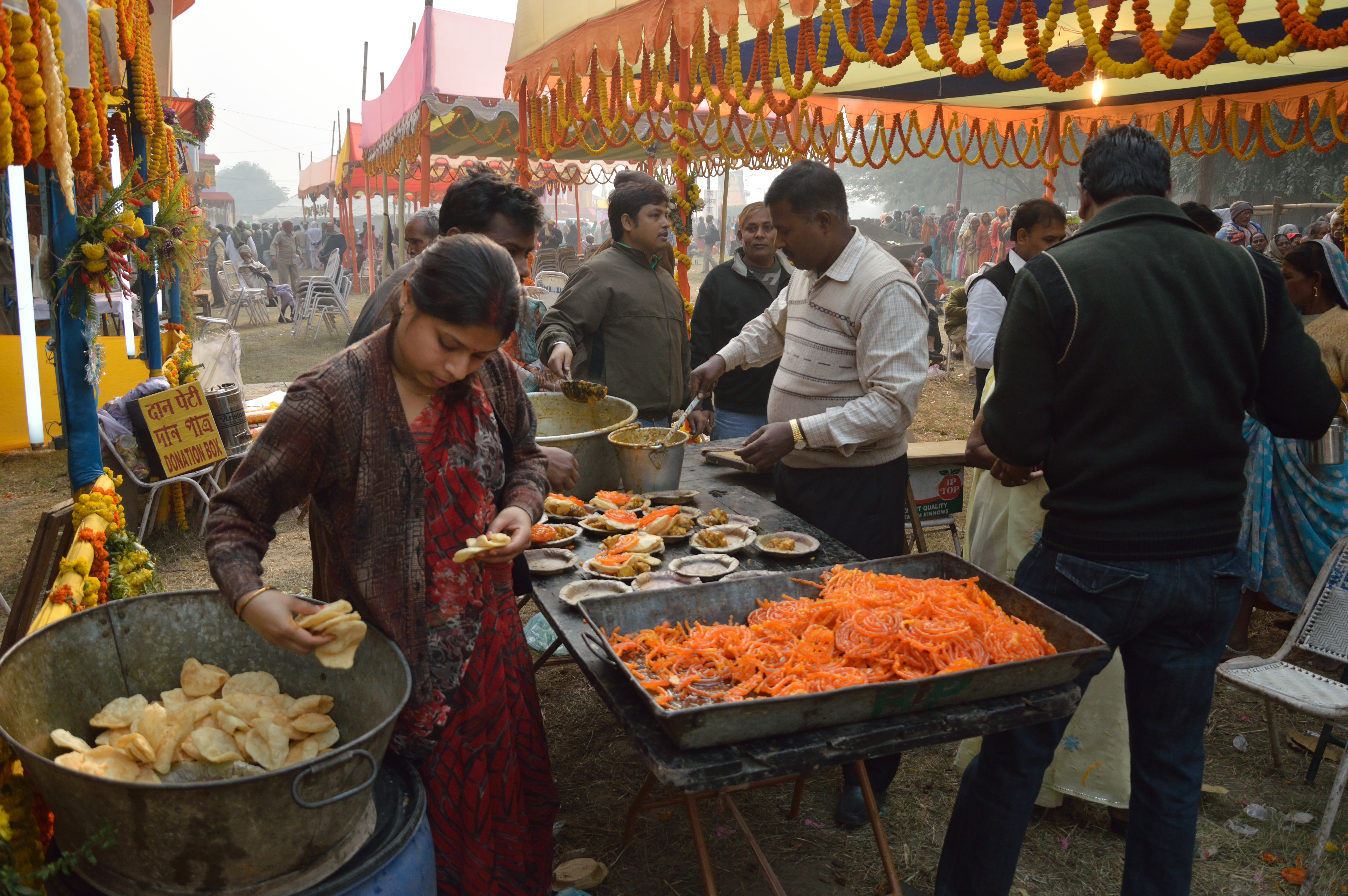
Festival de comida en Kolkata, India
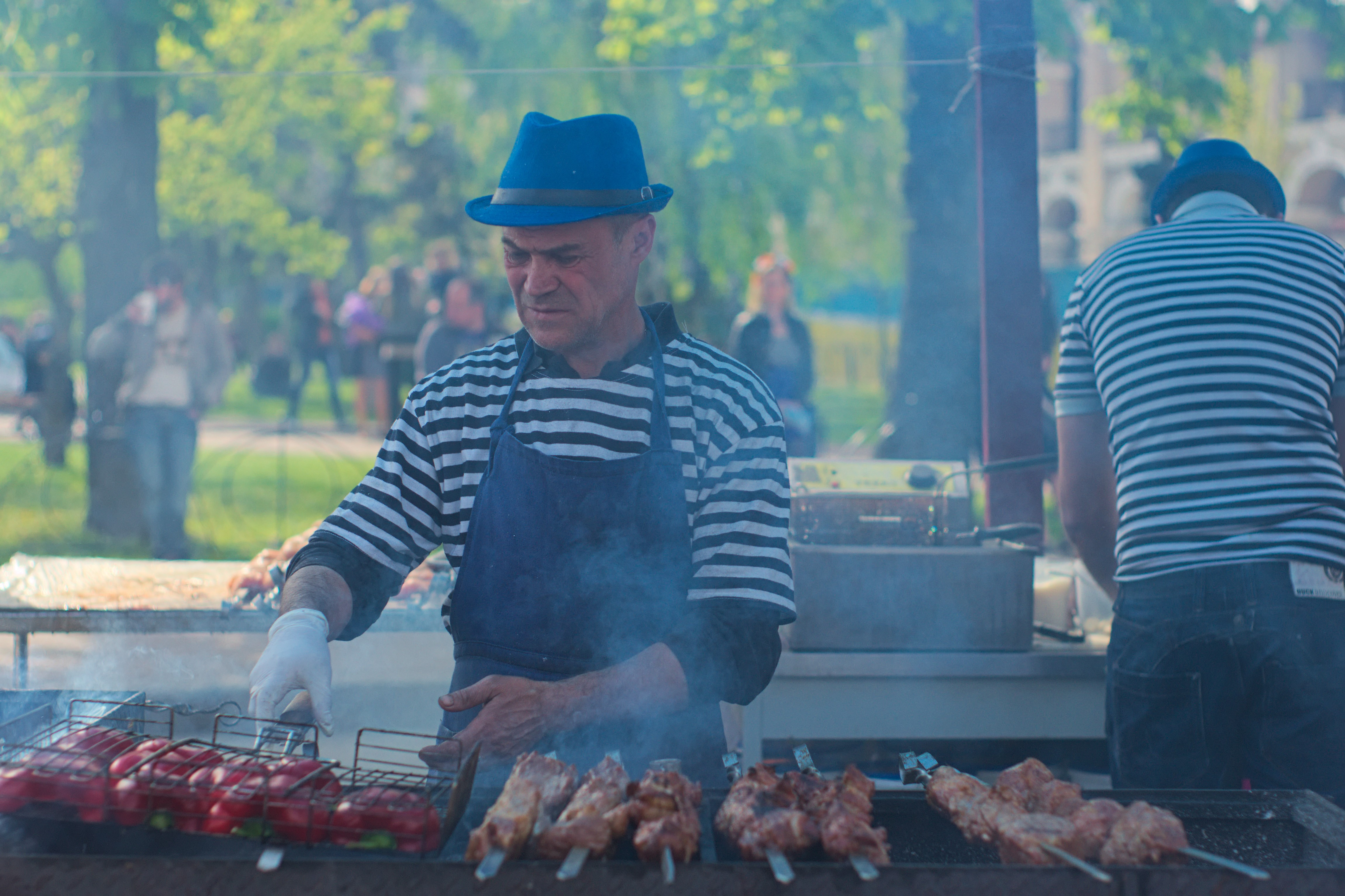
Feria del asado en Kiev, Ucrania
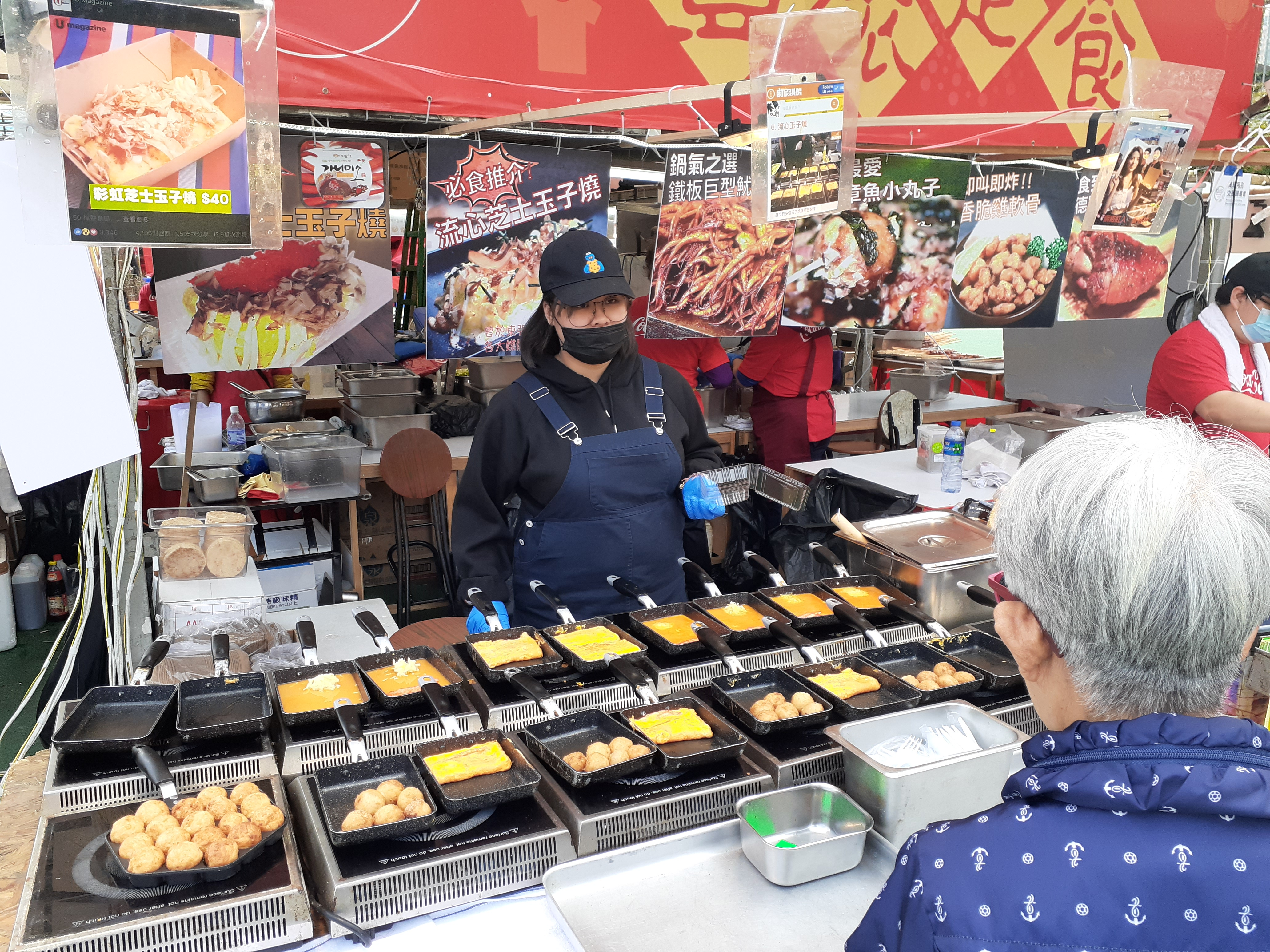
Festival de comida por el Año nuevo chino 2020 en Hong Kong
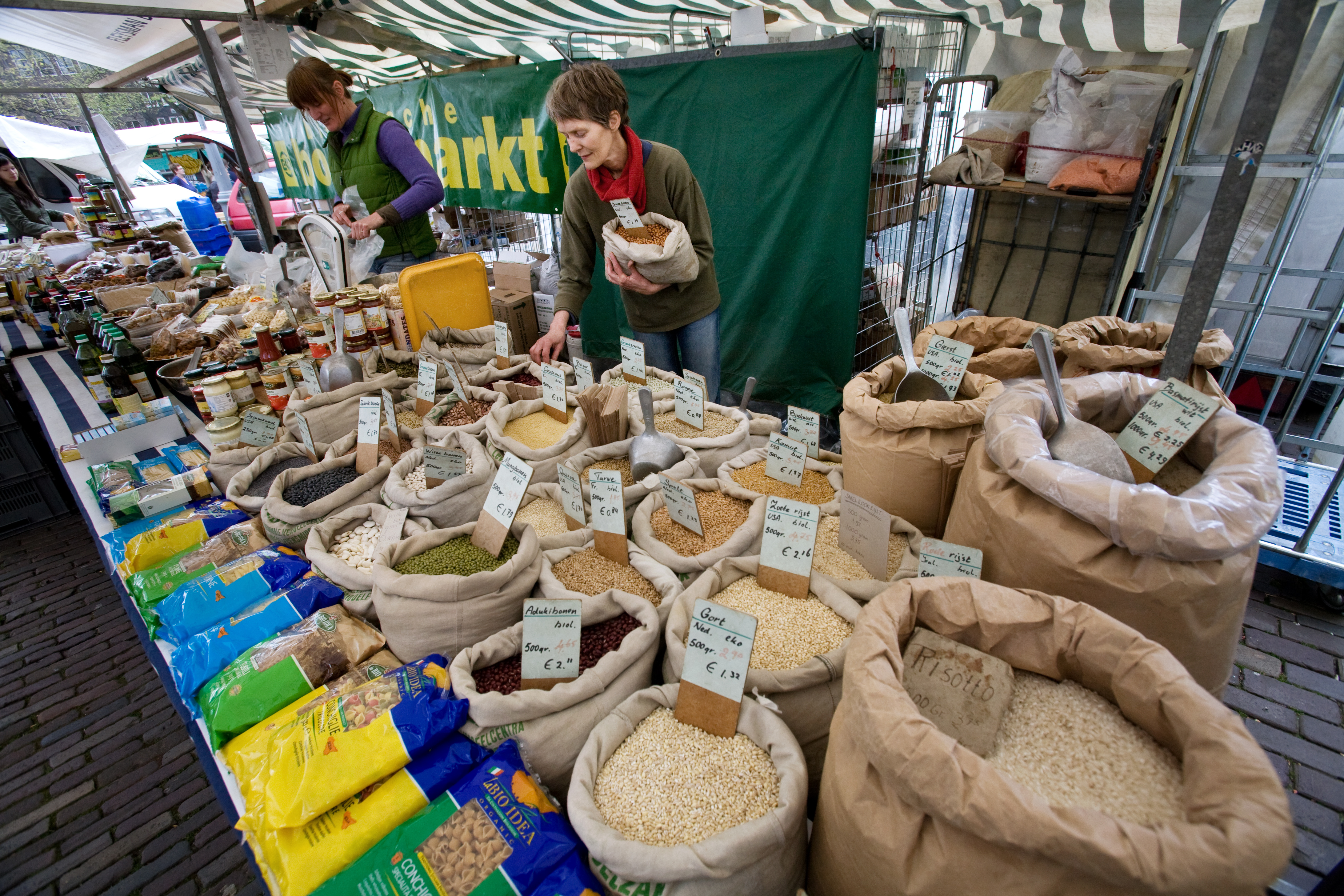
Mercado de calle de productos orgánicos en Ámsterdam, Países Bajos
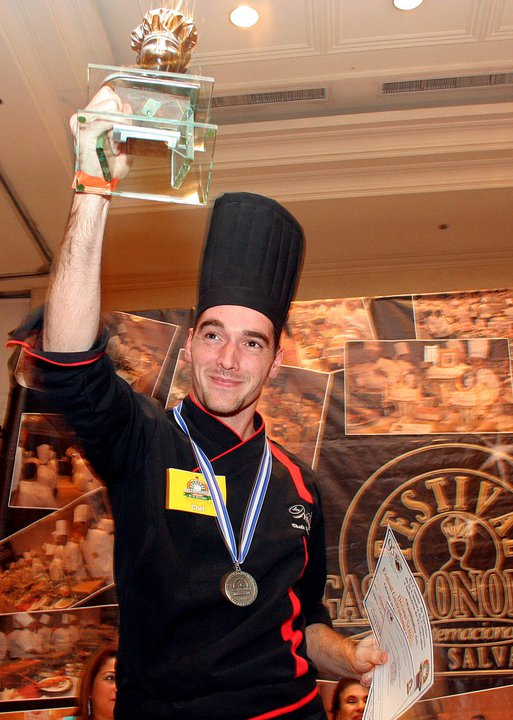
Chef ganador en un festival gastronómico. (En estos eventos los concursos de comida son recurrentes)
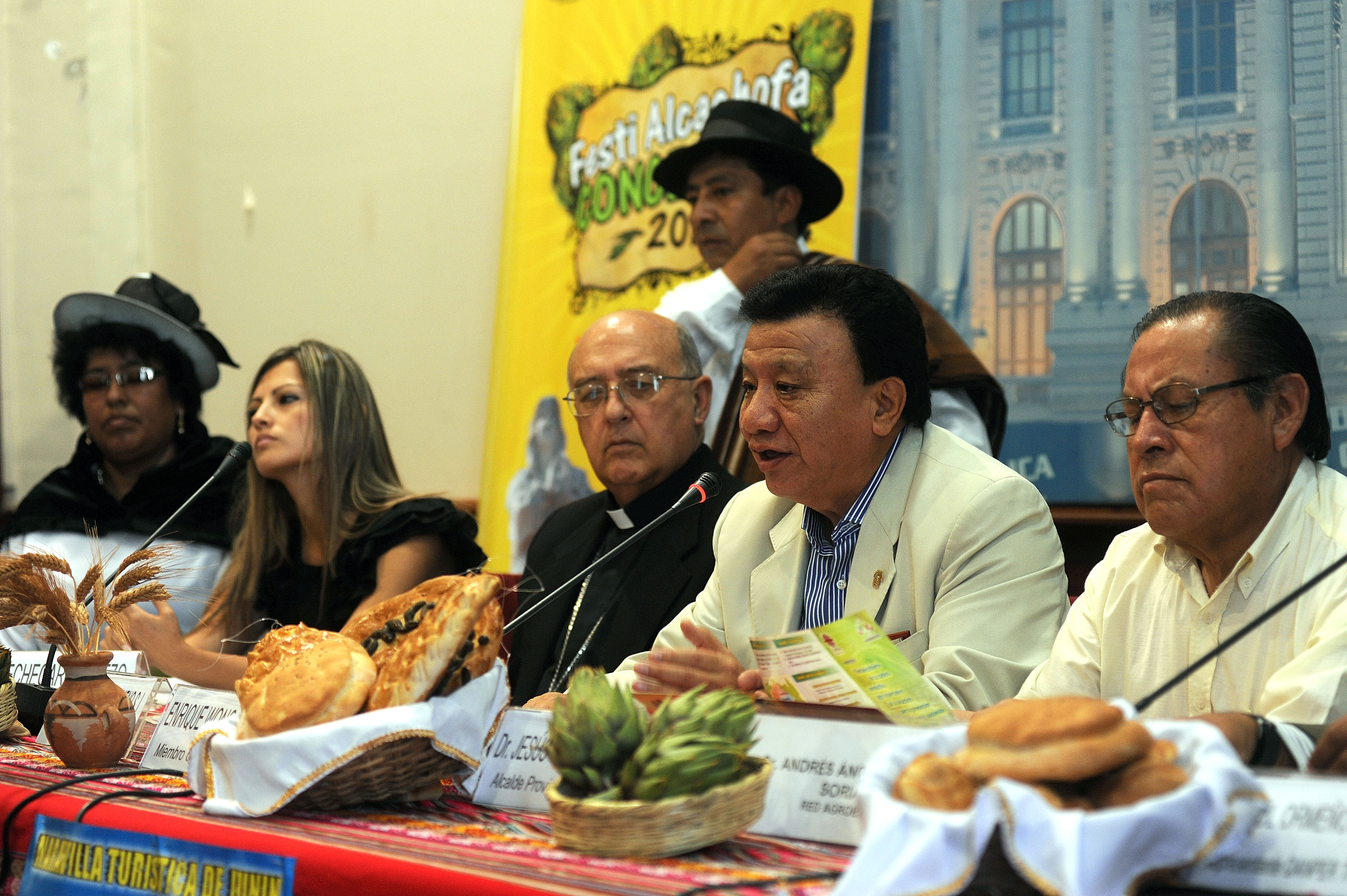
Pregón de la Festialcachofa, un evento dedicado a la alcachofa en Concepción, Perú
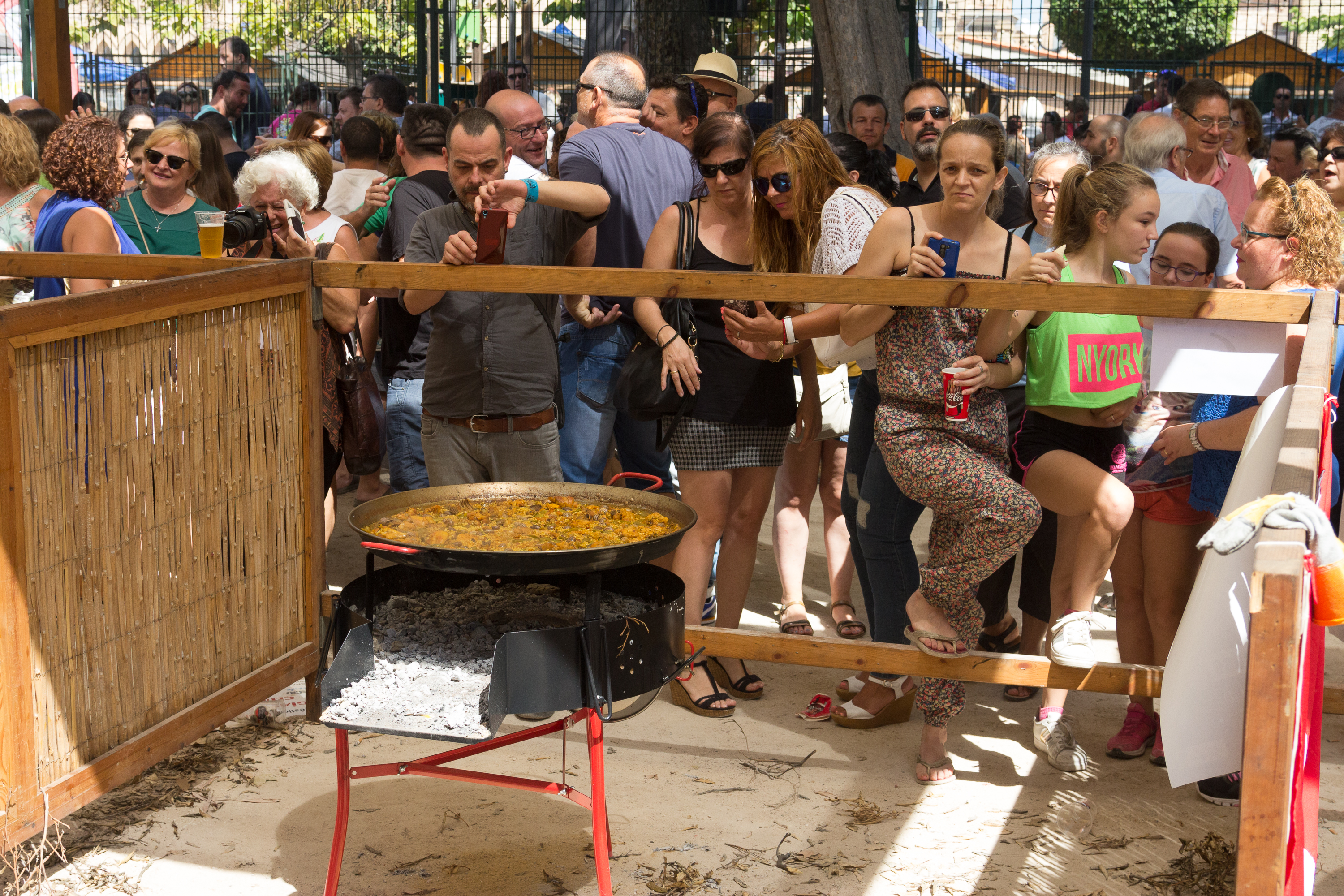
Concurso internacional de la paella, en Sueca, España

## Listado de eventos
Existen miles de ferias gastronómicas alrededor del mundo. En esta lista se muestran únicamente las que tienen un artículo en Wikipedia.
| Feria                                     | País                                                    | Lugar                                                   | Temporada                |
| ----------------------------------------- | ------------------------------------------------------- | ------------------------------------------------------- | ------------------------ |
| Bauernfest                                | Brasil                                                  | Petrópolis                                              | julio                    |
| Certamen del Queso de Cabrales            | España                                                  | Arenas de Cabrales, Asturias                            | último domingo de agosto |
| Día de la haba                            | España                                                  | Villanueva de la Concepción, Andalucía                  | abril                    |
| Día de la longaniza                       | España                                                  | Graus, Aragón                                           | 27 de julio              |
| Día del caracol                           | España                                                  | Riogordo, Andalucía                                     | mayo                     |
| Día del Rollo de Canela                   | Suecia                                                  | Suecia                                                  | 4 de octubre             |
| Fenakiwi                                  | Brasil                                                  | Farroupilha                                             | junio (bianual)          |
| Feria del Alfeñique                       | México                                                  | Toluca, Edoméx                                          |                          |
| Feria del atún                            | España                                                  | Barbate, Andalucía                                      | mayo                     |
| Feria del ajo de Zamora                   | España                                                  | Zamora, Castilla y León                                 | junio                    |
| Feria del espárrago                       | España                                                  | Sierra de Yeguas, Andalucía                             | abril                    |
| Feria Gastronómica Internacional de Lima  | Perú                                                    | Lima                                                    | septiembre               |
| Feria Gastronómica Raíces                 | Ecuador                                                 | Guayaquil                                               | julio                    |
| Feria de la manzana                       | México                                                  | Zacatlán, Puebla                                        | agosto                   |
| Feria internacional del mole              | México                                                  | Puebla                                                  | mayo                     |
| Feria nacional del mole                   | México                                                  | Milpa Alta, CDMX                                        | octubre                  |
| Festa da Polenta                          | Brasil                                                  | Venda Nova do Imigrante, Espírito Santo                 | octubre                  |
| Festa da Uva                              | Brasil                                                  | Caxias do Sul, Río Grande del Sur                       | febrero / marzo          |
| Festival de Exaltación del Botillo        | España                                                  | Bembibre, Castilla y León                               | febrero                  |
| Festival de la Arepa de Huevo             | Colombia                                                | Luruaco, Atlántico                                      |                          |
| Festival de la chicha, la vida y la dicha | Colombia                                                | Bogotá                                                  | octubre                  |
| Festival de la manzana                    | Azerbaiyán                                              | Quba                                                    | octubre                  |
| Festival de la Sidra                      | España                                                  | Asturias                                                |                          |
| Festival del Arroz con Leche              | España                                                  | Cabranes, Asturias                                      |                          |
| Festival del Chocolate                    | México                                                  | Villahermosa, Tabasco                                   | noviembre                |
| Festival del Ostión                       | México                                                  | Chiltepec, Tabasco                                      | agosto                   |
| Festival del queso artesanal              | México                                                  | Tenosique, Tabasco                                      | julio                    |
| Festival igbo del nuevo ñame              | Nigeria y otros países de África Occidental             | Nigeria y otros países de África Occidental             | luna nueva de agosto     |
| Festival Internacional del Paste          | México                                                  | Mineral del Monte                                       | octubre                  |
| Fête des Vignerons                        | Suiza                                                   | Vevey, Vaud                                             | junio (5 veces al siglo) |
| Fiesta de la Aceituna                     | España                                                  | Martos, Andalucía                                       | diciembre                |
| Fiesta de la Almeja                       | España                                                  | Villagarcía de Arosa, Galicia                           | agosto                   |
| Fiesta de la castaña                      | España                                                  | varios pueblos de la provincia de Málaga, Andalucía     | otoño                    |
| Fiesta de la chanfaina                    | España                                                  | Totalán, Andalucía                                      | noviembre                |
| Fiesta de la Longaniza de Chillán         | Chile                                                   | Chillán, Región de Ñuble                                | agosto                   |
| Fiesta de la naranja                      | España                                                  | Coín, Andalucía                                         | octubre                  |
| Fiesta de la Vendimia                     | España                                                  | Jerez de la Frontera, Andalucía                         | septiembre               |
| Fiesta de las Cebollas Rellenas           | España                                                  | El Entrego, Asturias                                    | noviembre                |
| Fiesta de las cerezas de Sefrú            | Marruecos                                               | Sefrú, Fez-Mequinez                                     | junio                    |
| Fiesta del albariño                       | España                                                  | Cambados, Galicia                                       | agosto                   |
| Fiesta del Pescado a la Teja              | España                                                  | Chiclana de la Frontera                                 | enero                    |
| Fiesta Nacional de la Empanada            | Argentina                                               | Famaillá, Tucumán                                       | septiembre               |
| Fiesta Nacional de la Manzana             | Argentina                                               | General Roca, Río Negro                                 | febrero                  |
| Fiesta Regional del Fiambre Casero        | Argentina                                               | Agustín Roca, provincia de BBAA                         | noviembre                |
| Gilroy Garlic Festival                    | Estados Unidos                                          | Gilroy, California                                      | julio                    |
| Guelaguetza                               | México                                                  | Oaxaca de Juárez, Oaxaca                                | julio                    |
| Kumquat Festival                          | Estados Unidos                                          | Dade City, Florida                                      | enero                    |
| Madrid Fusión                             | España                                                  | Madrid, Comunidad de Madrid                             | enero                    |
| Marejada                                  | Brasil                                                  | Itajaí, Santa Catarina                                  | octubre                  |
| Muestra Gastronómica de Santiago de Anaya | México                                                  | Santiago de Anaya, Hidalgo                              | abril                    |
| Noche de rábanos                          | México                                                  | Oaxaca de Juárez, Oaxaca                                | diciembre                |
| Nyi Shu Gu                                | Tíbet                                                   | Tíbet                                                   | variable                 |
| Sho Dun                                   | Tíbet                                                   | Palacio Norbulingka, Lhasa                              | agosto                   |
| Taste of Buffalo                          | Estados Unidos                                          | Buffalo, Nueva York                                     |                          |
| Taste of Chicago                          | Estados Unidos                                          | Chicago, Ilinois                                        | julio                    |
| Taste of Cincinnati                       | Estados Unidos                                          | Cincinnati, Ohio                                        | mayo                     |
| Veggie Pride                              | Originalmente París, Francia; actualmente internacional | Originalmente París, Francia; actualmente internacional | 12 de abril              |
| World Pizza Championship                  | Italia                                                  | Salsomaggiore Terme, Emilia Romaña                      | variable                 |